# Percoidei
Percoidei je jedan od tri podreda koštanih riba u redu Perciformes. Mnoge komercijalno lovljene vrste riba su sadržane u ovom podredu, uključujući Lutjanidae, grupere, brancine, trlje i smuđeve.

## Odeljci
Percoidei se dalje dele na tri superfamilije koje sadrže preko 50 porodica i stotine rodova.
- Podred Percoidei
  - Percoidea
    - Centropomidae
    - Latidae
    - Gerreidae
    - Centrogenyidae
    - Perciliidae
    - Howellidae
    - Acropomatidae
    - Epigonidae
    - Polyprionidae
    - Lateolabracidae
    - Mullidae
    - Glaucosomatidae
    - Pempheridae
    - Oplegnathidae
    - Kuhliidae
    - Leptobramidae
    - Bathyclupeidae
    - Polynemidae
    - Toxotidae
    - Arripidae
    - Dichistiidae
    - Kyphosidae
    - Terapontidae
    - Percichthyidae
    - Sinipercidae
    - Enoplosidae
    - Pentacerotidae
    - Dinopercidae
    - Banjosiidae
    - Centrarchidae
    - Serranidae
    - Percidae
    - Lactariidae
    - Dinolestidae
    - Scombropidae
    - Pomatomidae
    - Bramidae
    - Caristiidae

  - Moguće je da su povezane sa Acanthuriformes
    - Monodactylidae
    - Priacanthidae

  - Sedam porodica koje su možda povezane sa Acanthuroidei, Monodactylidae, i Priacanthidae
    - Leiognathidae
    - Chaetodontidae
    - Pomacanthidae
    - Malacanthidae
    - Haemulidae
    - Hapalogenyidae
    - Lutjanidae
    - Caesionidae

  - Nadfamilija Cirrhitoidea
    - Cirrhitidae
    - Chironemidae
    - Aplodactylidae
    - Cheilodactylidae
    - Latridae

  - Nadfamilija Cepoloidea
    - Cepolidae

  - Nadfamilija Siganoidea
    - Scatophagidae
    - Siganidae

  - incertae sedis
    - † Labrax Pallas 1810[2]
      - † L. lepidotus Agassiz 1836
      - † L. major Agassiz 1836
      - † L. schizurus Agassiz 1835
      - † L. vogdtii Bogatshov 1942